# Покровська церква з келіями (Кармелітський монастир)
Кармелітський монастир  розташований у місті Бар Вінницької області.

## Історія
Заснований монастир у 1616 році старостою С. Жолкевським на руїнах монастиря, назва якого не збереглась.
Під час національно-визвольної війни українського народу монастир був зруйнований. Пізніше  приміщення було відбудоване з дерева, однак протрималось лише до пожежі, що сталася у 70-х роках XVII ст. У 1701 р. колегіум і монастир звели домініканці — уже з цегли і на кам'яному фундаменті. Будівництво завершилось у 1787 р. Тут розташовувався Покровський монастир, що існував до початку XX ст. У 1908 р. була побудована дзвіниця. Покровська церква та келії, дзвіниця збереглися до нашого часу. У 1917 р. сестра Ядвіга Кулєша заснувала в монастирі об'єднання сестер бенедиктинок-місіонерок. Нині монастир діючий.

## Джерела та література

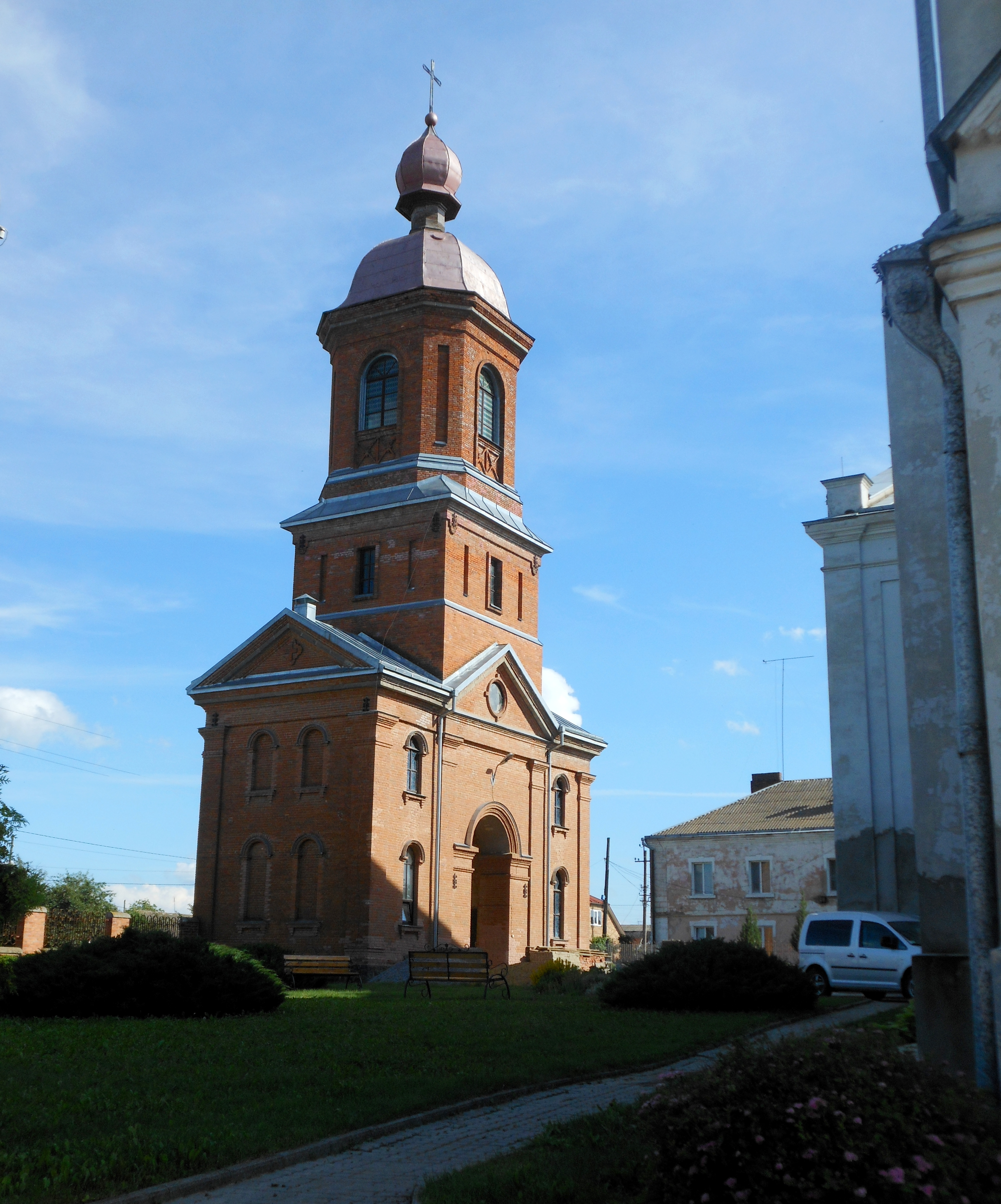
Дзвіниця Кармелітського монастиря (1908 р.)

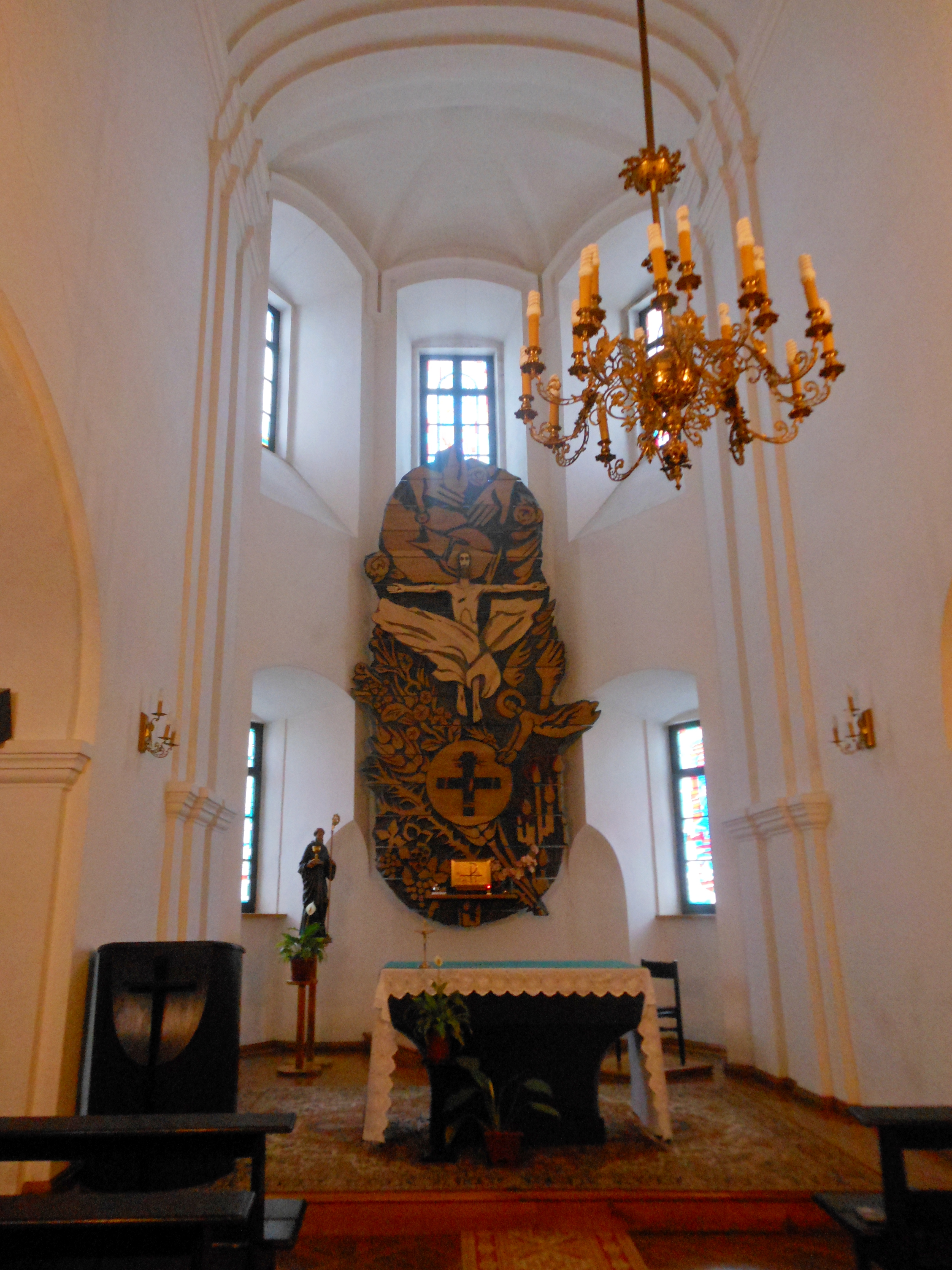
Церква в будівлі монастиря